# Nigel Dunnett
Nigel Dunnett ist ein Professor of Planting Design and Vegetation Technology im Department of Landscape Architecture der University of Sheffield. Er beschäftigt sich vor allem mit Pflanzensoziologie und Umweltschutz.

## Werdegang
Dunnett studierte von 1981 bis 1984 an der University of Bristol, wo er mit dem Bachelor of Science in Botanik abschloss. 1986 erlangte er den Master of Science in Landschaftsökologie, -gestaltung und -pflege am Wye College der Universität London. 1996 wurde er an der University of Sheffield promoviert (Ph.D.) mit einer Langzeitstudie über die Vegetation an Straßenrändern in Bibury. Seit 1994 lehrte er am Department of Landscape der University of Sheffield, zunächst als Lecturer, ab 2003 als Senior Lecturer und ab 2007 als Reader für Urbanen Gartenbau. Seit 2006 ist er auch Direktor des „Green Roof Centre“ der Universität, das Forschung zur Dachbegrünung betreibt.

## Werk
Neben der Gestaltung und Langzeit-Beobachtung von begrünten Dächern und den Vegetation auf dem Randstreifen von Straßen widmete sich Dunnett zusammen mit James Hitchmough (University of Sheffield) vor allem der Entwicklung von Samenmischungen, die langfristig zur Gestaltung von Grünflächen eingesetzt wurden (Sheffield School). Da das grundlegende Werk zur Pflanzensoziologie im Gartenbau, Die Stauden und ihre Lebensbereiche in Gärten und Grünanlagen von Richard Hansen erst 1993 ins Englische übersetzt wurde und seit langem vergriffen ist, und auch das Werk von Karl Foerster und Willy Lange im englischen Sprachraum kaum bekannt sind, erarbeitete er eine eigene Abart der Pflanzensoziologie, die eine andere Terminologie verwendet, ansonsten die Arbeiten von Hansen und seiner Schule teilweise repliziert. Er fand zudem Hansens Pflanzpläne "ungeheuer schwierig" und bevorzugt daher eine zufällige Ausbringung der Pflanzen.

## Gärten

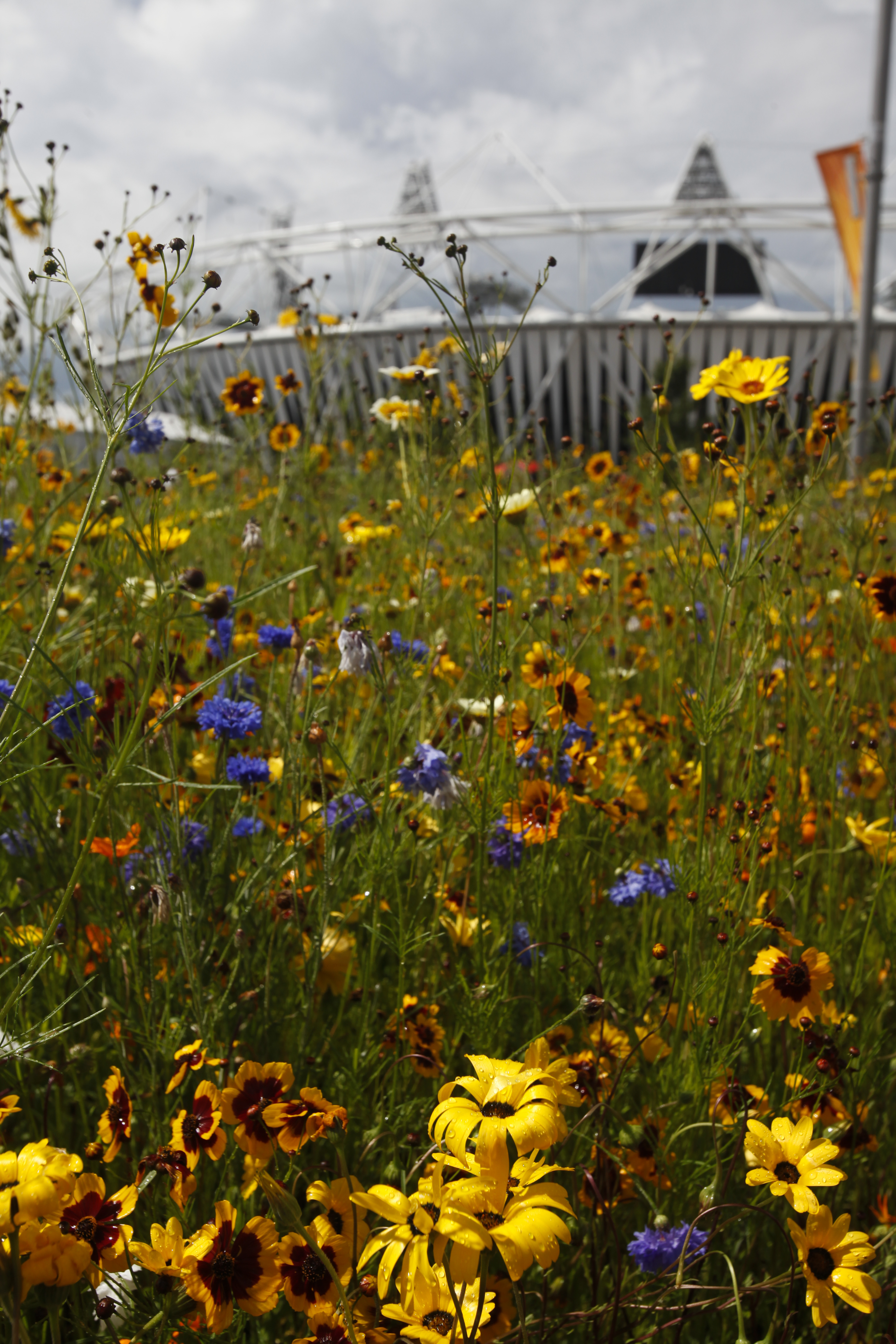
Blumenwiese im Olympiapark Stratford, August 2021

Einem breiteren Publikum wurde Dunnett vor allem durch die Gestaltung des Queen Elizabeth London Olympic Park im Olympischen Park in Stratford bekannt.
Er gestaltete auch die Neubepflanzung im Barbican Centre, London, und das "Sheffield Grey to Green"-Projekt zur Wiederbelebung der Innenstadt, vor allem durch Blumenwiesen. Im Londoner Wildfowl and Wetlands Trust London Wetland Centre in Barnes (Richmond upon Thames) legte er einen "Regengarten" an, der zeigt, wie Wasser auf natürliche Weise versickern kann, statt die Abwasserkanäle zu überlasten. Dies ist in London, wo die Kanalisation noch heute auf den Anlagen von Bazalgette beruht, ein ernstes Problem, Überschwemmungen werden immer häufiger.
2022 ließ er im Rahmen des Projekts Superbloom 1,4 ha Wall und Graben des Towers im Auftrag der Historic Royal Palaces mit Wiesenblumen besäen, um das Platin-Thronjubiläum von Königin Elisabeth II. zu feiern. Neben Klatschmohn, Kornblumen, Leinkraut, Großer Knorpelmöhre und Natternkopf kamen auch nordamerikanische Pflanzen wie Kosmeen und Rudbeckias zum Einsatz. Im Rahmen dieses Projektes sollte auch die City of London begrünt werden.

## Stil
Dunnett benutzt naturnahe Pflanzungen, die auf natürlichen Ökosystemen beruhen, aber auch Kulturpflanzen enthalten. Er hat keine Probleme, Pflanzen aus derselben ökologischen Nische aus einem anderen Land oder Kontinent einzusetzen, und verwendet viele Pflanzen aus der neuen Welt. Fertige Samenmischungen sollen öffentliche Grünflächen pflegeleichter und auf billige Weise anziehender machen. Farblich herrschen lila und gelb vor.

## Auszeichnungen
Dunnett gewann 2013 eine Goldmedaille in der Chelsea Flower Show der Royal Horticultural Society für seinen Regengarten, der zeigte, wie Regenwasser im Garden genutzt werden und dort versickern kann. Er nahm auch an der Hampton Court Flower Show der Royal Horticultural Society teil. 2018 gewann er den Landscape Institute Award 2018 für Planting Design, Public Horticulture and Strategic Ecology, und den Landscape Institute Fellows Prize für seine Neugestaltung des Barbican Centres. 2021 gewann er den European Garden Book Award für das Buch Naturalistic Planting Design, das auch ins Deutsche übersetzt wurde.

## Publikationen
- Planting Green Roofs and living Walls. Portland 2003.
- Nigel Dunnett/James Hitchmough, The dynamic Landscape: Design, Ecology and Management of urban naturalistic Planting. London 2004 (2. Auflage 2008).
- Andy Clayden, Nigel Dunnett, Residential Landscape Sustainability, a Checklist Tool. Oxford 2008.
- Rain Gardens: Sustainable Management of Rainwater in the designed Landscape. Portland 2007.
- Nigel Dunnett on Planting. Filbert Press 2019.
- The essential Guide to naturalistic Planting Design. Filbert Press 2020. Dt. Naturalistische Gartengestaltung, Stuttgart 2020.

### Artikel
- Norton, Briony A.; Bending, Gary D.; Clark, Rachel; Corstanje, Ron; Dunnett, Nigel; Evans, Karl L.; Grafius, Darren R.; Gravestock, Emily; Grice, Samuel M.; Harris, Jim A.; Hilton, Sally; Hoyle, Helen; Lim, Edward; Mercer, Theresa G.; Pawlett, Mark; Pescott, Oliver L.; Richards, J. Paul; Southon, Georgina E.; Warren, Philip H., Urban meadows as an alternative to short mown grassland: effects of composition and height on biodiversity. Ecological Applications 29/6, 2019, e01946. doi:10.1002/eap.1946
- Yuan, Jia; Dunnett, Nigel; Stovin, Virginia, The influence of vegetation on rain garden hydrological performance. Urban Water Journal 14/10, 2017, 1083–1089.